# Shimon Nissenbaum
Shimon Nissenbaum (manchmal eingedeutscht: Sigmund Nissenbaum, jüdisches Patronym Shimon Ben Jehuda Laib) (* 25. Juli 1926 in Warschau; † 11. August 2001 in Konstanz) war ein deutscher Unternehmer, Stifter und Gründer der Israelitischen Kultusgemeinde Konstanz.
Die Familie Nissenbaum betrieb in Warschau Ziegeleien und ein Bauunternehmen. Shimon war das jüngste von fünf Geschwistern. Seine Eltern waren Laib Nissenbaum und Hanna Nissenbaum. Siomon Nissenbaum wuchs zunächst im Warschauer Stadtteil Praga auf.

## Warschauer Ghetto und KZs
Nach dem Überfall auf Polen 1939 enteigneten die Nationalsozialisten den Familienbesitz und erzwangen die Umsiedlung der Familie in die Milastraße im Warschauer Ghetto. Shimon nahm als Jugendlicher am jüdischen Aufstand von April bis Mai 1943 teil. Nach der Niederschlagung des Aufstandes wurden die Nissenbaum in des Vernichtungslager Treblinka transportiert. Dort starben Shimon Nissenbaums Mutter und weitere Familienangehörige in den Gaskammern. 
Shimon, sein Bruder Josef, und ihr Vater Leib wurden als sogenannte Spezialisten als Zwangsarbeiter nacheinander in die Konzentrationslager in Majdanek, Budzyń, Auschwitz, Flossenbürg, Hersbruck und schließlich in ein Außenlager des KZ Natzweiler-Struthof in Offenburg verschleppt. Dort wurde bei Auflösung des Lagers am 12. April 1945 der Vater und 40 weitere, nicht transportfähige Häftlinge von Aufsehern erschlagen, die Leichen wurden von russischen Zwangsarbeitern zum Waldbachfriedhof Offenburg gebracht. Der Transportzug in Richtung Bodensee wurde bei Geisingen von alliierten Fliegern angegriffen und die Lok beschädigt. Die Häftlinge wurden in Gruppen zu acht Mann aufgeteilt und mussten weitermarschieren. Die Kolonne zog sich immer weiter auseinander. Schließlich konnten Shimon und Josef Nissenbaum zu französischen Truppen bei Donaueschingen flüchten.

## Konstanz

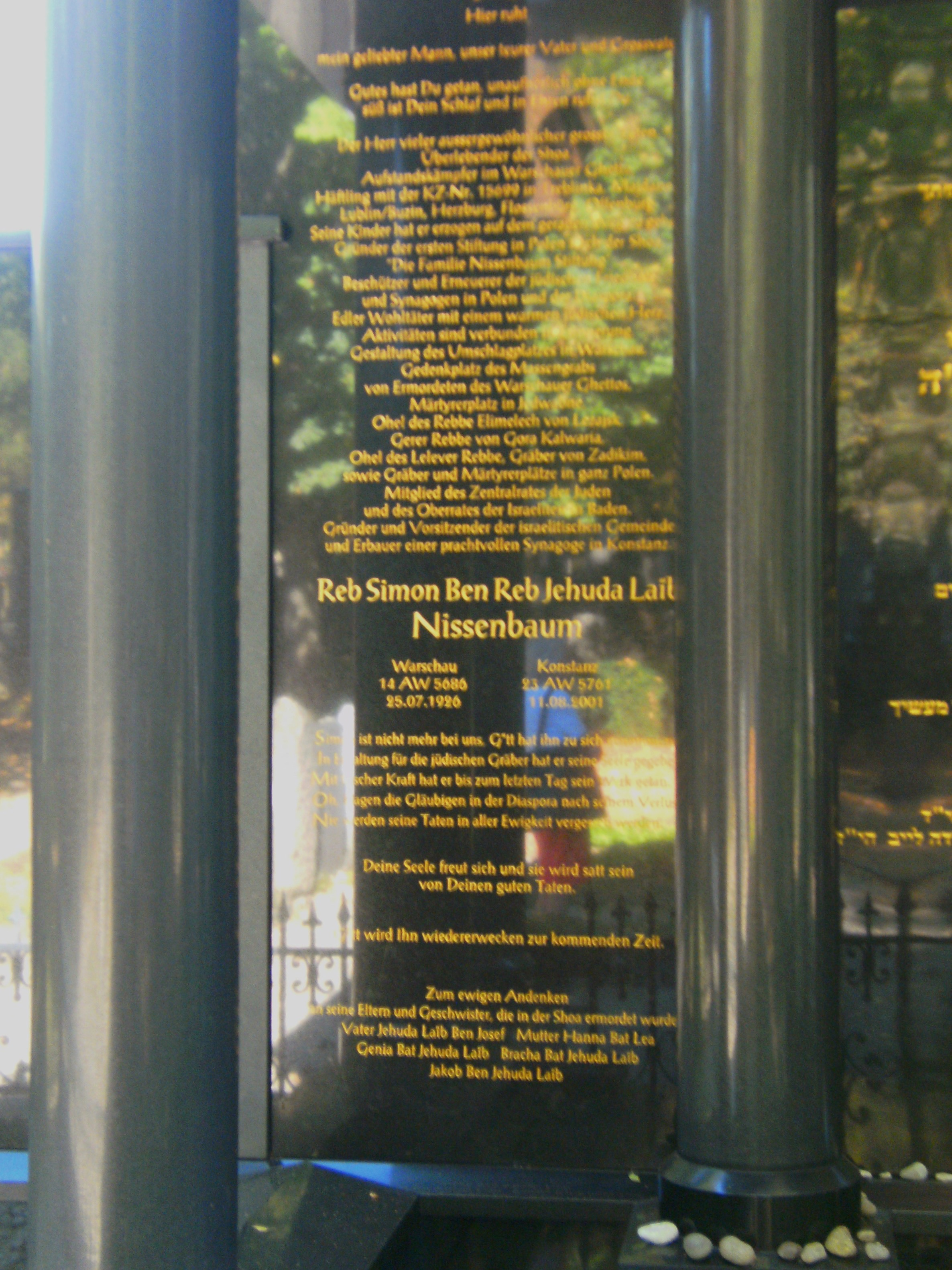
Grabmal Reb Simon Ben Reb Jehuda Laib Nissenbaum (1926–2001) auf dem neuen Teil des jüdischen Friedhof in Konstanz

Nach dem Krieg planten Josef und Shimon Nissenbaum, Europa über Konstanz und die Schweiz zu verlassen. Shimon entschied sich jedoch, dort zu bleiben und begann eine Tätigkeit als Altwarenhändler. Er gründete eine neue jüdische Gesamtgemeinde Konstanz und Freiburg, die er bis 1988 leitete, und danach die Israelitische Kultusgemeinde (IKG) Konstanz. Während Josef in die USA auswanderte, wurde Shimon ein erfolgreicher und bekannter Geschäftsmann am Bodensee.
1964 ließ Nissenbaum am Ort der 1938 bei der Reichspogromnacht vernichteten Konstanzer Synagoge ein Bürohochhaus bauen und richtete darin auf eigene Kosten Gemeinderäume und eine kleine Synagoge ein, die bis heute in Betrieb sind.

## Stiftung in Polen
1983 gründete er mit seiner Ehefrau Sonja die polnische Stiftung der Familie Nissenbaum (Fundacja Rodziny Nissenbaumów) mit der Aufgabe, Stätten des Judentums in Polen zu restaurieren und zu unterhalten. Aus den Mitteln der Stiftung wurden seither über 200 jüdische Friedhöfe restauriert und Gedenkstätten errichtet. Die Stiftung setzte sich für den Aufbau des Museum der Geschichte der polnischen Juden in Warschau ein und organisierte eine Begleitausstellung im Vernichtungslager Treblinka.

## Ehrungen
Nissenbaum erhielt viele persönliche Ehrungen, u. a. den Verdienstorden der Republik Polen und das Kreuz von Auschwitz (Krzyż Oświęcimski).